# Hårdraba
Hårdraba (Draba arctica) är en korsblommig växtart som beskrevs av J. Vahl. Enligt Catalogue of Life ingår Hårdraba i släktet drabor och familjen korsblommiga växter, men enligt Dyntaxa är tillhörigheten istället släktet drabor och familjen korsblommiga växter. Arten har ej påträffats i Sverige. Inga underarter finns listade i Catalogue of Life.

## Bildgalleri

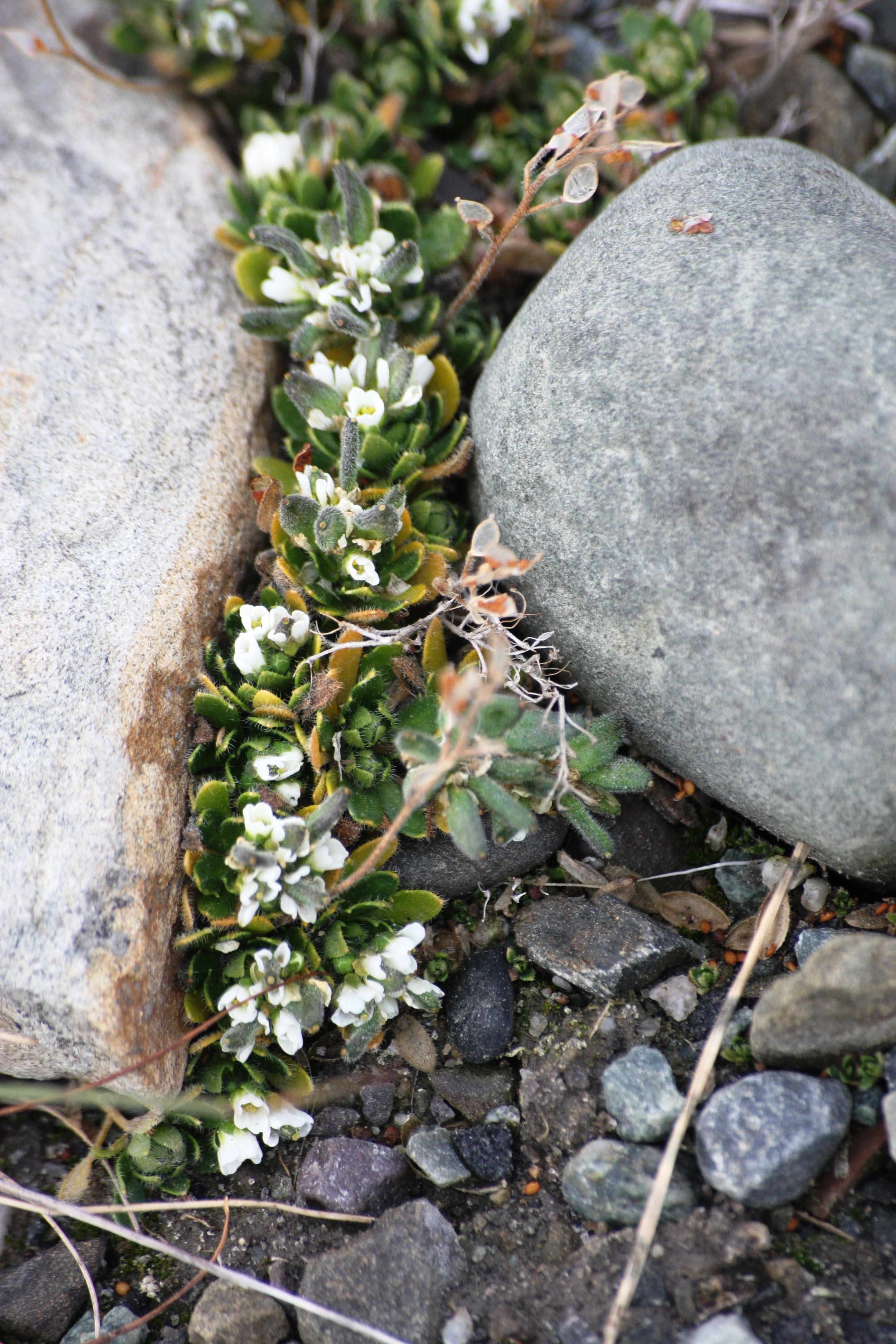
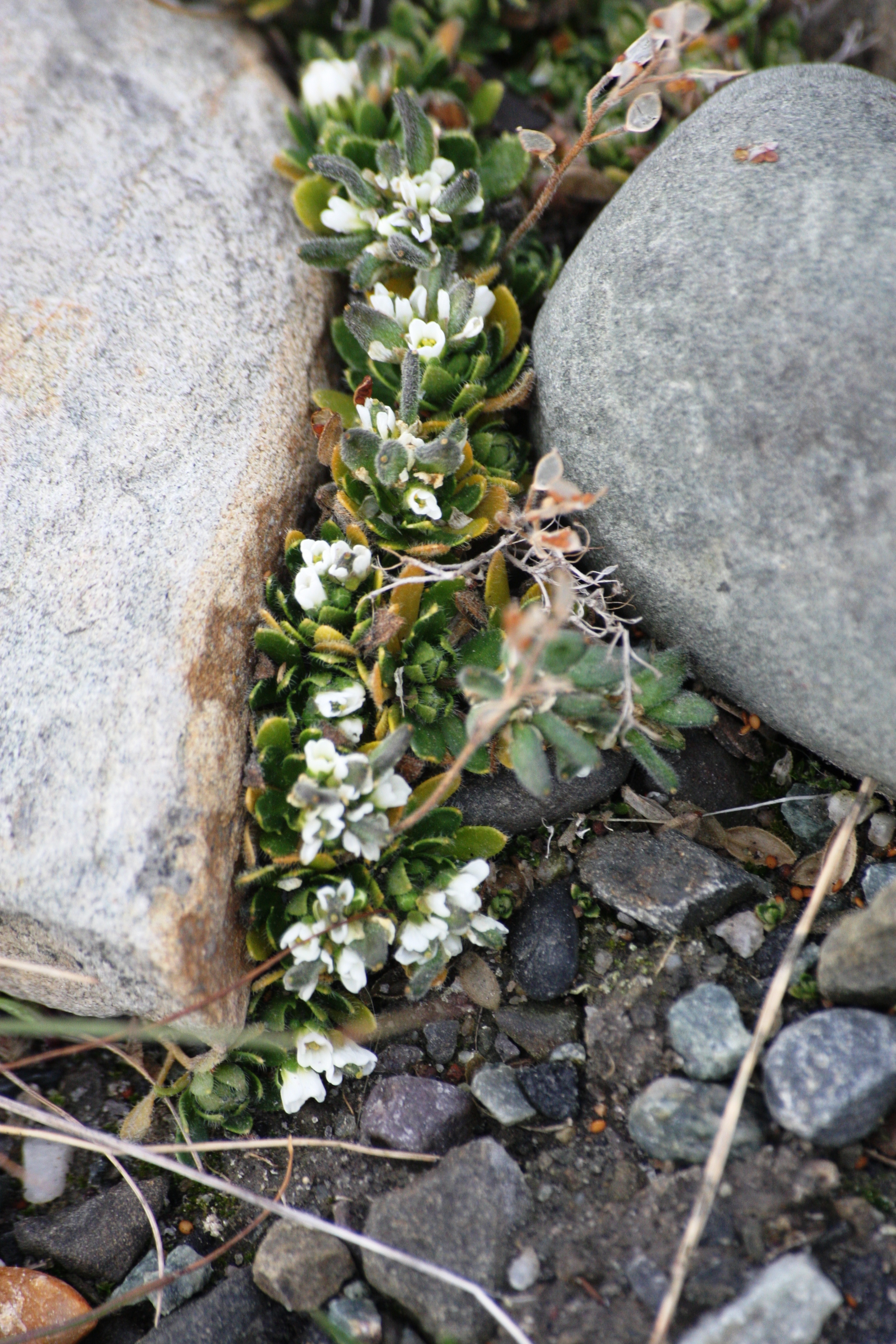
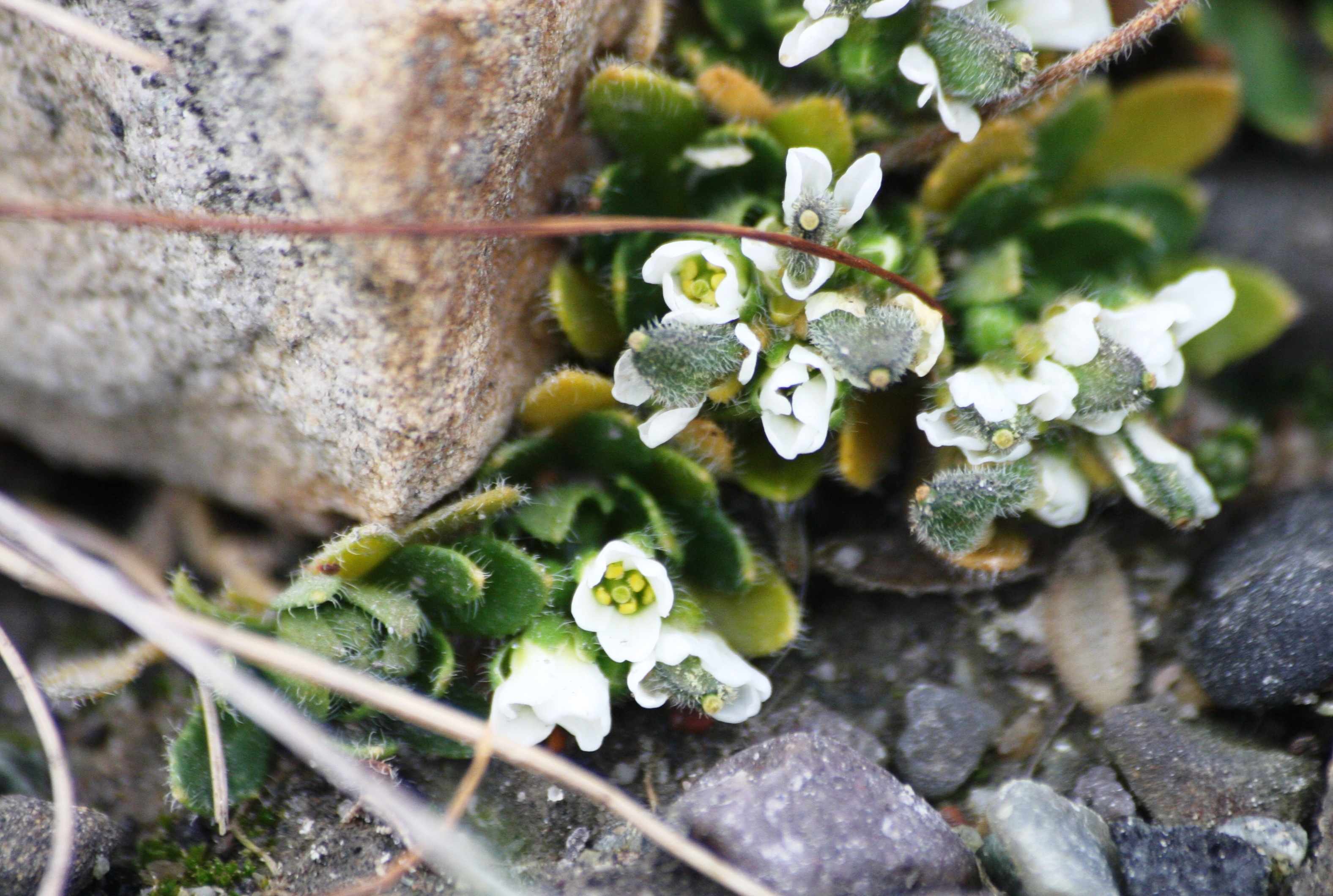